# Luigi de Magistris
Luigi de Magistris (Napels, 20 juni 1967) is een Italiaans politicus en voormalig magistraat, sinds 2011 verkozen als burgemeester van Napels en sinds de oprichting in 2014 de eerste burgemeester van de Città metropolitana di Napoli, een metropolitane stad met en rond Napels.

## Biografie
De Magistris studeerde af in de rechten cum laude aan de universiteit van Napels Federico II en begon in 1993 een carrière als magistraat in de voetsporen van en zijn vader, en zijn grootvader en overgrootvader. Van 1998 tot 2002 werkte hij bij het parket van Napels en vervolgens als plaatsvervangend procureur voor de rechtbank van Catanzaro. Tijdens zijn verblijf in Catanzaro werkte hij vanaf mei 2005 op last van het Europees bureau voor fraudebestrijding enkele jaren aan het "Poseidone"-onderzoek naar misbruik door politici van 200 miljoen euro subsidies van de Europese Gemeenschap voor filtersystemen voor afvalwater en andere bedrijfsprojecten in Calabrië. De "Poseidone"-zaak werd in 2007 ontnomen aan Luigi de Magistris, nadat namen van verdachten na een medialek opdoken, waaronder deze van Forza Italia-senator Giancarlo Pittelli en generaal Walter Lombardo Cretella. In 2007 werd hij belast met het onderzoek "Why not" waarin de namen van bekende politici naar voren zijn gekomen. Dit onderzoek zou na bijna twee jaar worden afgerond en de betrokken personen zouden formeel worden aangeklaagd. Een ander geval waar de Magistris mee te maken heeft gehad is "Le Toghe Lucane", in Basilicata. Een van de mensen die door de Magistris moest worden ondervraagd, was Henry John Woodcock, een officier van justitie in Basilicata .
Zijn onderzoeken hebben zich vaak gericht op verbanden tussen politici en de maffia. Omdat hij in zijn onderzoek onderzoeksdaden stelde tegen bekende Italianen als Romano Prodi, voormalig premier van Italië, en Clemente Mastella, voormalig minister van Justitie van Italië, stond de Magistris in het middelpunt van de media-controverse. De minister van Justitie Clemente Mastella vroeg de Magistris om overgeplaatst te worden omdat hij naar verluidt tijdens een onderzoek Mastella's naam voor het grote publiek had onthuld, evenals die van andere Italiaanse politici die kennelijk betrokken waren bij zijn onderzoeken. De Magistris moest in januari 2008 verschijnen voor de CSM (de raad van bestuur van de magistratuur) om zich te verdedigen tegen de ernstige aantijgingen van de minister en zijn inspecteurs.
Op 17 maart 2009 kondigde Luigi de Magistris via een blogbericht van Antonio Di Pietro zijn overstap naar de politiek aan. Hij bindt zijn lot aan de Italia dei Valori van Di Pietro en wordt kandidaat voor de Europese verkiezingen van 2009. Hij bestempelt zijn carrière van 15 jaar als magistraat als een droom, maar stelt zich "enigszins belemmerd" te voelen binnen de activiteiten van het Openbaar Ministerie. Hij ervaart de evolutie voor magistraten als een van aanval op de legitimiteit van het beroep en zijn persoon. De verkiezingen worden voor hem een groot succes. Hij behaalt met 415.646 voorkeurstemmen, de op een na meeste voorkeurstemmen in Italië, en wordt enkel geklopt door Silvio Berlusconi. De partij Italia dei Valori behaalt 8% van de stemmen en 7 zetels in het Europees Parlement, waar IdV deel uitmaakt van de ALDE-fractie. Op 20 juli 2009 werd hij gekozen tot voorzitter van de commissie van het Europees Parlement die verantwoordelijk is voor het toezicht op de communautaire begroting. Hij zetelt als Europees parlementslid tot 18 juli 2011, aangezien hij na zijn verkiezing als burgemeester zijn nieuwe functie wegens tijdsgebrek niet meer met deze als volksvertegenwoordiger kon combineren. Hij wordt in het EP in september 2011 opgevolgd door Andrea Zanoni.
In 2011 kandideerde de Magistris voor het ambt van burgemeester (sindaco) van Napels als kandidaat van Italia dei Valori. Hij voert campagne tegen de verstrengeling van politiek en maffia en zet zwaar in op de belofte de afvalcrisis in de stad structureel aan te pakken. Hij won in de tweede ronde en versloeg de rechtse kandidaat Gianni Lettieri met 65% van de stemmen. Bij de oprichting  in 2014 van de metropolitane stad Napels werd hij  vanaf 1 januari 2015 burgemeester (sindaco) van de Città metropolitana di Napoli. Hij werd herverkozen als sindaco van de stad Napels op 19 juni 2016 met 67 % van de stemmen in de tweede kiesronde.
In 2017 ontving hij de prijs 'Valerioti-Impastato' voor zijn werk tegen misdaad en corruptie.